# Desmond Banks, Baron Banks
Desmond Anderson Harvie Banks, Baron Banks CBE (* 23. Oktober 1918 in Ascot, Berkshire; † 15. Juni 1997) war ein britischer Politiker der Liberal Party, der zweimal geschäftsführender Vorsitzender (Chairman) sowie einmal Präsident der Liberal Party war und 1975 als Life Peer aufgrund des Life Peerages Act 1958 Mitglied des House of Lords wurde.

## Leben
Banks, der aus einer schottischen Familie stammte, absolvierte seine schulische Ausbildung an der University College School in Hampstead und arbeitete danach für das Warenhaus Harrods und das Nahrungsmittelunternehmen H. J. Heinz Company, ehe er vor Beginn des Zweiten Weltkrieges in den Betrieb seines Vaters eintrat, der eine neue, profitable Waschmaschine entwickelt hatte. Zu Beginn des Zweiten Weltkrieges trat er als Schütze in das King’s Royal Rifle Corps ein, wurde aber kurz darauf zur Royal Artillery versetzt, in der er zum Panzerabwehr-Offizier ausgebildet und zuletzt zum Major befördert wurde. Gegen Kriegsende war er Mitglied der Militärverwaltung von Triest.
Banks arbeitete nach Kriegsende als freiberuflicher Makler von Lebensversicherungen, und zwar zunächst für Canada Life, danach für Tweddle French sowie zuletzt für Lincoln Consultants. Neben seiner beruflichen Tätigkeit engagierte er sich als Ältester (Elder) in der Presbyterian Church of England sowie deren Nachfolgerin United Reformed Church.
Anfang der 1950er Jahre begann Banks, der seit Mitte der 1930er Jahre Mitglied der Liberal Party war, seine politische Laufbahn und kandidierte für die Liberalen bei den Unterhauswahlen vom 23. Februar 1950 im Wahlkreis Harrow East, bei der Wahl am 26. Mai 1955 im Wahlkreis St Ives sowie zuletzt bei der Unterhauswahl vom 8. Oktober 1959 im Wahlkreis South West Hertfordshire jeweils erfolglos für ein Mandat im House of Commons.
1961 wurde er als Nachfolger von Leonard Behrens als Chairman of the Liberal Party geschäftsführender Vorsitzender der Liberalen und bekleidete diese Funktion, bis er 1963 durch Basil Wigoder abgelöst wurde. Nachdem er zwischen 1968 als Nachfolger von Donald Wade und seiner Ablösung durch Timothy Beaumont, Baron Beaumont of Whitley 1969 Präsident der Liberalen Partei war, löste er 1969 Michael Eden, 7. Baron Henley ab und wurde zum zweiten Mal Geschäftsführender Vorsitzender der Liberalen. Dabei musste er sich zum einen mit innerparteilichen subversiven Elementen wie den sogenannten Roten Garden innerhalb der Parteijugendorganisation National League of Young Liberals (Young Liberal Red Guard) um Peter Hain und Hilary Wainwright, aber auch dem einzelgängerischen Parteipräsidenten Baron Beaumont of Whitley auseinandersetzen. Das Amt des Chairman of the Liberal Party bekleidete er, bis er 1970 durch Richard Wainwright abgelöst wurde.
Banks, der zum 1. Januar 1972 für seine politischen Verdienste zum Commander des Order of the British Empire (CBE) ernannt wurde,  fungierte zwischen 1972 und 1974 als Direktor für den Bereich Policy Promotion der Liberal Party und war danach von 1973 bis 1979 Vize-Vorsitzender des Ständigen Ausschusses der Liberalen Partei.
Durch ein Letters Patent vom 7. Januar 1975 wurde Banks als Life Peer mit dem Titel Baron Banks, of Kenton in Greater London, in den Adelsstand erhoben und gehörte zu seinem Tod dem House of Lords als Mitglied an. In der Folgezeit war er während seiner Mitgliedschaft im Oberhaus zwischen 1975 und 1989 Sprecher der Fraktion der Liberalen im Oberhaus für soziale Sicherheit. Zugleich fungierte er zwischen 1977 und 1983 auch als Fraktionssprecher für soziale Dienste und war zeitgleich als Deputy Liberal Whip auch stellvertretender Parlamentarischer Geschäftsführer seiner Partei im Oberhaus.
Nach dem Tod von Frank Byers, Baron Byers am 6. Februar 1984 bewarb er sich als dessen Nachfolger für das Amt als Vorsitzender der Fraktion der Liberalen Partei im Oberhaus (Leader of the Liberal Party in the House of Lords), unterlag dabei jedoch der Gegenkandidatin Beatrice Seear, Baroness Seear.